# 小行星6761
小行星6761（英語：6761 Haroldconnolly）是一颗围绕太阳公转的小行星。1981年3月2日，舒爾特·巴斯在赛丁泉山发现了此天体。
这颗小行星的绝对星等为216.65476等。